# VTT aux Jeux olympiques d'été de 2016
Navigation
Londres 2012 Tokyo 2020
Les épreuves de VTT cross-country des Jeux olympiques d'été de 2016 se déroulent les 20 et 21 août 2016 sur le Parc olympique de VTT à Rio de Janeiro.

## Calendrier
| Calendrier des épreuves cyclistes | Calendrier des épreuves cyclistes | Calendrier des épreuves cyclistes | Calendrier des épreuves cyclistes | Calendrier des épreuves cyclistes | Calendrier des épreuves cyclistes | Calendrier des épreuves cyclistes | Calendrier des épreuves cyclistes | Calendrier des épreuves cyclistes | Calendrier des épreuves cyclistes | Calendrier des épreuves cyclistes | Calendrier des épreuves cyclistes | Calendrier des épreuves cyclistes | Calendrier des épreuves cyclistes | Calendrier des épreuves cyclistes | Calendrier des épreuves cyclistes | Calendrier des épreuves cyclistes | Calendrier des épreuves cyclistes | Calendrier des épreuves cyclistes |
| août 2016                         | août 2016                         | 5                                 | 6                                 | 7                                 | 8                                 | 9                                 | 10                                | 11                                | 12                                | 13                                | 14                                | 15                                | 16                                | 17                                | 18                                | 19                                | 20                                | 21                                |
| --------------------------------- | --------------------------------- | --------------------------------- | --------------------------------- | --------------------------------- | --------------------------------- | --------------------------------- | --------------------------------- | --------------------------------- | --------------------------------- | --------------------------------- | --------------------------------- | --------------------------------- | --------------------------------- | --------------------------------- | --------------------------------- | --------------------------------- | --------------------------------- | --------------------------------- |
| VTT                               | Pictogramme VTT                   |                                   |                                   |                                   |                                   |                                   |                                   |                                   |                                   |                                   |                                   |                                   |                                   |                                   |                                   |                                   | 1                                 | 1                                 |

|  | Jour de compétition |  | Jour de finale | 4 | Nombre de finales |

## Tableau des médailles
| Rang  | Nation             | Or | Argent | Bronze | Total |
| ----- | ------------------ | -- | ------ | ------ | ----- |
| 1     | Suède              | 1  | 0      | 0      | 1     |
| 1     | Suisse             | 1  | 0      | 0      | 1     |
| 3     | Pologne            | 0  | 1      | 0      | 1     |
| 3     | République tchèque | 0  | 1      | 0      | 1     |
| 5     | Canada             | 0  | 0      | 1      | 1     |
| 5     | Espagne            | 0  | 0      | 1      | 1     |
| Total | Total              | 2  | 2      | 2      | 6     |